# Paradise (film 1982)
Paradise è un film statunitense del 1982 diretto da Stuart Gillard.
Il film segue la scia dei film per adolescenti ambientati in località esotiche iniziata con Laguna blu nel 1980. Il film portò al successo la giovane Phoebe Cates sia come attrice che come cantante: il brano principale del film, Paradise, rimase a lungo ai vertici delle classifiche in tutto il mondo, diventando uno dei maggiori successi degli anni ottanta e contribuendo alla fama del film.

## Trama
Iraq, 1823. Sarah è una giovane ragazza inglese. Dopo la morte del padre a Baghdad è sotto la protezione di Geoffrey, domestico di famiglia che la dovrebbe scortare fino in patria in Inghilterra. El Aziz, cinico mercante di schiave noto anche come "Lo Sciacallo" viene attratto dalla bellezza della ragazza che vorrebbe tutta per sé. Nel frattempo Sarah e il suo domestico si uniscono a una carovana di missionari dove fanno la conoscenza di un reverendo inglese accompagnato da sua moglie e dal loro giovane figlio David. Il mercante assale la carovana per prendersi Sarah, uccidendo tutti, compresi i genitori di David, che però riesce a scappare con Sarah e il vecchio Geoffrey.
I tre girano senza sosta nel deserto siriano in cerca della civiltà, e grazie a David riescono a trovare una sorgente d'acqua che li aiuta a sopravvivere, ma Geoffey si allontana e viene ucciso dal mercante arabo che si è messo sulle tracce di Sarah. David scopre tutto, e si mette in cammino con la ragazza per cercare di scappare dall'uomo e trovare una città. Quando sembra che non abbiano più via di scampo trovano un'oasi che offre loro protezione e cibo; qui diventano amici e fanno la conoscenza di una coppia di scimpanzé. Quando iniziano ad accorgersi dei loro cambiamenti fisici la loro amicizia sembra trasformarsi in qualcosa di più complesso: David vorrebbe un contatto fisico con Sarah, ma lei sembra non volerlo, e tra di loro si spezza qualcosa.
Intanto il vecchio arabo irrompe nell'oasi distruggendo tutto ciò che i due amici avevano costruito e rapisce Sarah. David, grazie all'aiuto dei due scimpanzé, riesce a raggiungere l'accampamento del nemico, e travestitosi da serva riesce a liberare Sarah, che intanto stavano preparando per unirla all'harem del selvaggio arabo. Il ragazzo viene punto da uno scorpione, ma ciò non impedisce loro di fuggire. David si ammala gravemente a causa del veleno dello scorpione, e tocca a Sarah cercare un posto dove curarlo. Dopo un lungo cammino la giovane riesce a trovare una nuova oasi dove può curare David, che finalmente capisce di amare. Lui si riprende, e Sarah gli confessa di amarlo.
I due giovani ragazzi scoprono così l'amore, il sesso e i piaceri della natura, trovando finalmente la pace dello spirito; i due scimpanzé mettono al mondo un cucciolo, e anche Sarah e David sanno di aspettare un bambino, così David decide di affrontare una volta per tutte il nemico che li perseguita da sempre per mettere al sicuro la sua donna e il bambino che aspetta da lei. Dopo un duro combattimento nel deserto riesce ad uccidere il mercante, dopodiché lui e Sarah salutano i due scimpanzé, gli amici che hanno fatto da testimoni al loro amore nel "Paradiso", poi si mettono felici in cammino verso una città all'orizzonte.

## Produzione

### Cast
Willie Aames, che era già noto al grande pubblico per aver preso parte al telefilm La famiglia Bradford, era già stato scelto per la parte di Richard in Laguna blu, ma rifiutò per il fatto di dover recitare nudo, tuttavia due anni dopo firmò il contratto per il ruolo di David in Paradise in cui girò scene di nudo, ruolo per il quale era stato contattato senza successo anche Christopher Atkins che rinunciò per un impegno concomitante. Anche Dayton Ka'ne, che aveva interpretato Uragano nel 1979, era stato contattato per il ruolo del protagonista maschile.
Il film è stato interamente girato in Israele tra il 22 marzo e il 6 maggio 1981, ed è uscito negli USA il 7 maggio 1982. Gli incassi totali sono stati di circa 5,5 milioni di dollari.

## Colonna sonora
La colonna sonora è composta da Paul Hoffert. Tutte le canzoni sono state scritte da Joel Diamond e Lawrence Russell Brown. Il tema principale del film Paradise è cantato dalla stessa Phoebe Cates.

### Album
La colonna sonora originale del film è stata distribuita su un LP del 1982 della CBS (85857) con il titolo "Paradise".

#### Tracce
1. Theme From 'Paradise' – 3:57
2. It Always Used To Be That Way – 3:31
3. Only All The Time – 3:27
4. Feels So Good (Feels So Right) – 5:30
5. Lemonade Kisses – 3:09
6. My Little World – 3:13
7. Son Of A Preacher Man – 2:29
8. Moving Moments – 4:44
9. Theme From 'Paradise' (Instrumental Version) – 3:54

### Singolo
Il singolo Paradise (CBS - A 2059) arrangiato da Mike Melvoin e interpretato da Phoebe Cates, alla sua prima esperienza musicale, è stato un successo internazionale e il secondo 45 giri più venduto in Italia nel 1982.

## Promozione

### Slogan
"Se solo potesse durare per sempre..." ("If Only It Could Have Been Forever... Paradise... No Two People Have Ever Come So Close.")  è lo slogan utilizzato per pubblicizzare il film sia in Italia che negli Stati Uniti.

### Manifesti
Le grafiche utilizzate per realizzare i manifesti e le locandine del film all'epoca della sua diffusione nelle sale cinematografiche italiane sono state realizzate dall'illustratore Enzo Sciotti.

## Distribuzione
La pellicola è stata distribuita nelle sale cinematografiche italiane nel mese di marzo del 1982.

### Data di uscita
Alcune date di uscita internazionali nel corso del 1982 sono state:
- 12 marzo 1982 in Italia[7]
- 2 aprile 1982 in Germania Ovest (Das blaue Paradies)[8]
- 7 maggio 1982 negli Stati Uniti (Paradise)[9]

## Accoglienza

### Incassi
Il film ha ricavato al botteghino statunitense $5,588,800, in Italia si è classificato al 30º posto tra le prime 100 pellicole di maggior incasso della stagione cinematografica italiana 1981-1982.

### Critica
La pellicola all'epoca è stata criticata in quanto molto simile al precedente Laguna blu. In entrambi i film, infatti, la storia è quella di un ragazzo e una ragazza che si ritrovano soli in un luogo incontaminato, lontani dalla civiltà, che devono scoprire da soli e senza guida l'amore, il sesso e la maternità, oltre che come sopravvivere. Però, in questo film i due protagonisti sono già in età adolescenziale quando l'avventura ha luogo. Si aggiunga che nel film del 1980 i rischi che dovevano affrontare i protagonisti erano legati solo alla natura, mentre in Paradise c'è un vero e proprio nemico umano. Inoltre la gravidanza di Sarah è solo citata nella parte finale, e non accade alcun parto, col piccolo destinato a nascere nella civiltà. Rispetto alla morigerata Brooke Shields di Laguna blu, Phoebe Cates mostra, senza particolari problemi, le proprie nudità.

## Riconoscimenti
- Razzie Awards
  - Razzie Awards al peggior attore protagonista (Willie Aames)